# Mission Cleopatra

Mission Cleopatra est une chanson du rappeur américain Snoop Dogg et du comédien français Jamel Debbouze réalisée en avril 2002 pour la bande originale du film Astérix et Obélix : Mission Cléopâtre, sorti la même année, sous les labels Doggy Style Records, Priority Records et Capitol Records.

## Pistes
| 1. | Mission Cleopatra (avec Jamel Debbouze) | 3:51 |
| 2. | Mission Cleopatra (instrumentale)       | 3:52 |

## Classements et certifications

### Classement hebdomadaires
| Charts (2002) | Plus haute position |
| ------------- | ------------------- |
| France (SNEP) | 8                   |

### Certifications
| Pays                                       | Certification | Ventes   |
| ------------------------------------------ | ------------- | -------- |
| France (SNEP)                              | Or            | 250'000* |
| *Nécessaires à l'obtention du disque d'or. |               |          |